# Arabis colchica
Arabis colchica är en korsblommig växtart som beskrevs av Alfred Alekseevich Kolakovsky. Arabis colchica ingår i släktet travar, och familjen korsblommiga växter. Inga underarter finns listade i Catalogue of Life.